# Hoa Kỳ rút khỏi Hiệp định Paris về khí hậu
Vào ngày 1 tháng 6 năm 2017, Tổng thống Hoa Kỳ Donald Trump tuyên bố rằng Hoa Kỳ rút ra khỏi Hiệp định Paris về khí hậu, sẽ chấm dứt tất cả sự tham gia liên quan đến Hiệp định Paris năm 2015 về việc giảm thiểu biến đổi khí hậu, có hiệu lực cùng ngày. Trong khi được ăn mừng bởi một số thành viên của Đảng Cộng hòa,, các phản ứng quốc tế về sự rút lui này hầu hết là tiêu cực từ khắp các lĩnh vực chính trị, và quyết định này nhận được sự chỉ trích đáng kể từ các tổ chức tôn giáo, doanh nghiệp, các nhà lãnh đạo chính trị, các nhà môi trường và các nhà khoa học. Điều này bao gồm những lời chỉ trích về sự chối bỏ biến đổi khí hậu của chính quyền Trump 
Nhiều nhà bình luận xem việc rút lui này là dấu hiệu cho thấy sự suy giảm chung trong ảnh hưởng toàn cầu của Hoa Kỳ so với Trung Quốc và tăng cường vị thế được cảm nhận của Angela Merkel trong vai trò lãnh đạo của Thế giới Tự do .
Ngay sau quyết định của Trump, chính quyền bang California, New York và Washington thành lập Liên minh Khí hậu Hoa Kỳ để tiếp tục duy trì Hiệp định mặc dù Hoa Kỳ rút lui. Vào cuối ngày, Colorado, Connecticut, Hawaii, Massachusetts, Oregon, Rhode Island và Virginia cũng tham gia.